# Václav Pšenička (1906–1961)
Václav Pšenička (ur. 26 października 1906 w Pradze, zm. 25 kwietnia 1961 tamże) – czechosłowacki sztangista.
W wadze ciężkiej (powyżej 82,5 kg) zdobył dwa srebrne medale olimpijskie − (Los Angeles 1932 i Berlin 1936). W Amsterdamie w 1928 zajął piąte miejsce w wadze lekkociężkiej (do 82,5 kg). Wywalczył również tytuł wicemistrza świata (Paryż 1937). Do jego osiągnięć należą także trzy medale mistrzostw Europy − srebrny (Wiedeń 1929), złoty (Genua 1934) i brązowy (Paryż 1935). Piętnastokrotnie był mistrzem kraju (1926, 1927, 1928, 1929, 1930, 1931, 1932, 1933, 1937, 1938, 1939, 1940, 1941, 1942, 1943).
Sztangistą był także jego syn Václav.